# 31-й гвардійський винищувальний авіаційний полк (СРСР)
31-й гвардійський винищувальний авіаційний полк — авіаційний полк за часів Другої світової війни у складі ВПС СРСР.

## Історія
Полк сформовано влітку 1941 року в Приволзькому військовому окрузі на аеродромі Кузнецьк як 273-й винищувальний авіаційний полк.
22.11.1942 переформований у 31-й гвардійський винищувальний авіаційний полк.
Бойові дії почав 15 вересня 1941 року в складі 4-ї Резервної авіагрупи.
Розформований восени 2009 на аеродромі Зерноград.

## Бойова діяльність полку у часи Другої світової війни
| Період                  | Бойові вильоти | Втрати (літаки / пілоти) |
| ----------------------- | -------------- | ------------------------ |
| 15.09.1941 — 29.05.1942 | 979            | 36/18                    |
| 29.05.1942 — 12.06.1942 | 255            | 10/3                     |
| 12.06.1942 — 29.07.1942 | 828            | 14/7                     |
| 29.07.1942 — 02.02.1943 | 1621           | 41/20                    |
| 02.02.1943 — 20.10.1943 | 5478           | 26/16                    |
| 20.10.1943 — 01.06.1944 | 3625           | 23/14                    |
| 13.07.1944 — 01.09.1944 | 1386           | 6/-                      |
| 01.09.1944 — 01.06.1945 | 2505           | 18/5                     |
| Разом                   | 16677          | 174/98                   |

## Командири полку
| Дата                    | Командир                                              | Примітка |
| ----------------------- | ----------------------------------------------------- | -------- |
| 24.08.1941 — 04.04.1942 | капітан Ровнін Андрій Никифорович                     |          |
| 10.05.1942 — 29.05.1942 | майор Кошовий Ілля Тимофійович                        | загинув  |
| 29.05.1942 — 06.09.1942 | майор Суворов Іван Павлович                           |          |
| 11.1942 — 04.11.1942    | старший батальйонний комісар Трощенко Яків Андрійович | загинув  |
| 25.11.1942 — 29.12.1943 | майор Єрьомін Борис Миколайович                       |          |
| 29.12.1942 — 1950       | майор Куделя Свирид Харитонович                       |          |

## Матеріальна частина полку
| Дата              | Тип літака     |
| ----------------- | -------------- |
| 08.1941 — 04.1945 | Як-1           |
| 05.1944 — 06.1946 | Як-9           |
| 04.1945 — 06.1945 | Як-9У          |
| 06.1945 — 11.1951 | Р-63 Кінгкобра |
| 11.1951           | МіГ-15         |